# Медаль «За отличие в службе» (Спецстрой)
Меда́ль «За отли́чие в слу́жбе» — ведомственная медаль Федерального агентства специального строительства России, учреждённая приказом Спецстроя России № 51 от 22 февраля 2001 года.
В связи с упразднением Спецстроя России 27 сентября 2017 года, награждение данной медалью прекращено.

## Положение о медали
1. Медаль Федеральной службы специального строительства Российской Федерации «За отличие в службе» является высшей ведомственной наградой Федеральной службы специального строительства Российской Федерации (далее — ведомственная медаль).
2. Ведомственной медалью награждаются военнослужащие, безупречно прослужившие в центральном аппарате Спецстроя России, военно — инженерных технических формированиях специального строительства, военно — инженерных технических формированиях связи и дорожно — строительных воинских формированиях не менее 5 лет на воинских должностях, для которых штатом предусмотрено воинское звание офицера или прапорщика, проявившие разумную инициативу, усердие и отличие в службе и внесшие большой личный вклад в решение специальных задач, стоящих перед воинскими подразделениями, обучение и воспитание личного состава.
3. Начальником Федеральной службы специального строительства Российской Федерации может быть принято решение о награждении ведомственной медалью и других лиц за заслуги перед Спецстроем России в решении возложенных на него задач.
4. Награждение ведомственной медалью производится приказом начальника Федеральной службы специального строительства Российской Федерации по представлениям соответствующих командиров (начальников) воинских формирований (после рассмотрения и утверждения на заседании аттестационной комиссии). Представления по установленной форме направляются по команде.
5. Вручение ведомственной медали производится начальником Федеральной службы специального строительства Российской Федерации, его заместителями и по поручению начальника Спецстроя России — начальником управления (службы, самостоятельного отдела) Спецстроя России или командиром (начальником) воинского формирования.
6. О награждении ведомственной медалью в личном деле военнослужащего делается соответствующая запись (раздел 15 послужного списка) и составляется протокол вручения по установленной форме, который высылается в Управление кадров и образования Спецстроя России в течение десяти дней со дня вручения медали.
7. Ведомственная медаль носится на левой стороне груди и располагается ниже государственных наград в порядке, установленном Правилами ношения военной формы одежды. При наличии у награждённого ведомственной медали «За отличие в службе» медаль «За безупречную службу» располагается после неё (в порядке возрастания значимости — 3-й, 2-й и 1 -и степени).

## Описание медали
Медаль представляет собой четырёхконечный равноконечный крест, с расширяющимися концами. Крест чёрного цвета с широким синим кантом. В центре креста — серебристая эмблема Спецстроя. На оборотной стороне креста надпись: «ЗА ОТЛИЧИЕ В СЛУЖБЕ». Медаль изготовлена из томпака, нейзильбера и с применением горячих эмалей.
Медаль при помощи ушка и кольца соединяется с четырёхугольной колодкой, обтянутой муаровой лентой тёмно-синего цвета, имеющей по бокам две чёрные полосы. С сентября 2003 года приказом Начальника ФССС № 362 четырёхугольная колодка была заменена на пятиугольную.
Художники медали — К. Гончаров и Ю. Булатенко. Медаль изготовлена московской фирмой «Орёл и Ко».